# Pseudemys alabamensis
Espèce
Statut de conservation UICN

 EN B1+2c : En danger
Pseudemys alabamensis est une espèce de tortue de la famille des Emydidae.

## Répartition
Cette espèce est endémique des États-Unis. Elle se rencontre en Alabama et au Mississippi dans la baie de Mobile.

## Description
Cette tortue atteint environ 30 cm. La carapace est verte, brun ou noire, avec des marques jaunes, orangées ou rouges. Le dessous est clair, jaune ou rouge, avec parfois des points noirs.

## Publication originale
- Baur, 1893 : Notes on the classification and taxonomy of the Testudinata. Proceedings of the American Philosophical Society, vol. 31, p. 210-225 (texte intégral).